# キム・ソンジュ (タレント)
キム・ソンジュ (金聖柱、朝鮮語: 김성주、1972年10月10日 ― ) は、韓国のフリーアナウンサー、MC、タレントである。本貫は慶州金氏。

## 経歴

### 放送キャリアのスタート
中央大学校政治外交学科卒業後、1995年にKTV国民放送で放送キャリアをスタートする。その後、1997年に韓国スポーツTV(現在のSBS Sports)へ入社し、サッカーや野球、バスケットボールなどの各種スポーツ中継を3年間で1000試合以上担当するなど、主に実況アナウンサー、スポーツキャスターとしてキャリアを積む。

### MBC時代
2000年に公開採用アナウンサーとしてMBCに入社する。入社後は2002 FIFAワールドカップ、2004年アテネオリンピック、2006 FIFAワールドカップ、2006年アジア競技大会などの国際大会の実況アナウンサー、中継キャスターを務めるなど、スポーツアナウンサーとして活躍する。また、朝の生放送ラジオ番組『グッドモーニングFM』のDJや、夕方の生放送テレビ番組『生放送 話題集中』の進行を務め、その他にも数多くのバラエティ番組の司会を担当するなど、MBCを代表する看板アナウンサーとして活躍し、国民的な人気を博す。

### フリーランス宣言後初期
2007年にMBCを退社し、フリーアナウンサーに転身する。この退社の過程を巡りMBCとの関係が急速に悪化し、、その上、彼の退社決断により（いわゆる「局アナ」出身の）フリーアナウンサーへの否定的な世論が形成された 。この結果、彼は1年間の放送活動停止を余儀なくされ、復帰後もMBCをはじめとする地上波放送局への出演機会は著しく減少した。

### 『SUPER STAR K』以後
しかし、2009年にMnetの視聴者参加型歌手オーディション番組『SUPER STAR K』のメインMCに抜擢され、生放送の緊迫感の中でも安定して番組を進行できる能力が再評価される。また『SUPER STAR K』シリーズは、ソ・イングク（シーズン1）やホ・ガク、ジョン・パク、カン・スンユン (シーズン2)、ウララ・セッション、バスカー・バスカー(シーズン3)、ロイ・キム(シーズン4)といったスターを輩出し続け、特にシーズン2は最高瞬間視聴率21.2％を記録するほどの社会現象を巻き起こし、番組は大ヒットを果たす。これがキャリアの大きな転機となり、以後、8シリーズに渡って『SUPER STAR K』シリーズのメインＭＣを担当した。また、『SUPER STAR K』の進行経験と長年のスポーツ中継キャリアを生かし、『冷蔵庫をよろしく』(JTBC、2014年～2019年)、『覆面歌王』(MBC、2015年～)、『明日はミスター・トロット』(TV CHOSOUN、2020年)といったサバイバル番組、オーディション番組、コンテストプログラムのメインＭＣを引き受けるなど、現在に至るまで旺盛な活躍を続けている。

## 主な出演番組
- 『SUPER STAR K』シリーズ (Mnet)、メインMC
  - 『SUPER STAR K』(2009年7月24日～10月10日) ※前任MCイム・チャンジョンの降板による投入[20]
  - 『SUPER STAR K 2』(2010年7月23日～10月22日)
  - 『SUPER STAR K 3』(2011年8月12日～11月11日)
  - 『SUPER STAR K 4』(2012年8月17日～11月23日)
  - 『SUPER STAR K 5』(2013年8月9日～11月15日)
  - 『SUPER STAR K 6』(2014年8月22日～11月21日)
  - 『SUPER STAR K 7』(2015年8月20日～11月19日)
  - 『SUPER STAR K 2016』(2016年9月22日～12月8日)

- 『パパ、どこ行くの？（朝鮮語版）』(MBC、2013年1月6日 ～2015年1月28日)、長男、次男と共にレギュラー出演

- 『冷蔵庫をよろしく』(JTBC、2014年11月17日[21] ～ 2019年11月25日[22])、チョン・ヒョンドン、アン・ジョンファンと共同MC

- 『覆面歌王（朝鮮語版）』、サブMCキム・グラ（朝鮮語版）との共同MC（メイン進行）
  - 『旧正月特集　ミステリー音楽ショー 覆面歌王』（2015年2月18日[23]）※パイロット版
  - 『覆面歌王』(2015年4月5日[24] ～ 現在 )

- 『路地裏食堂（朝鮮語版）』(SBS、2018年1月5日[25] ～ 現在 )、料理研究家ペク・ジョンウォンの冠番組、進行役

- TV CHOSOUNトロット 歌手オーディション番組シリーズ(TV CHOSOUN)、メインMC
  - 『明日はミス・トロット』(2019年2月27日 [26] ～ 2019年5月2日[27] )
  - 『明日はミスター・トロット』(2020年1月2日 [28] ～ 3月14日[29] )
  - 『明日はミス・トロット 2（朝鮮語版）(2020年12月17日[30] ～ 2021年3月4日[31] )

## 余談
- 『SUPER STAR K』シリーズで彼が度々発言した『60秒後に公開されます！』(60초 후에 공개됩니다！) は流行語になる[32][33]。この言葉が流行した背景は、韓国が長年に渡って地上波テレビ放送の中間広告（番組放送中に挿入される広告）を禁止していた[34]一方で、『SUPER STAR K』シリーズを放送したMnetに代表されるケーブルテレビ局は中間広告を許可されていたことにある。これをMnetは結果発表の直前に『60秒後に公開されます！』と視聴者にアナウンスした後で中間広告を挿入することで、広告効果を高めると同時に、緊張感を煽ることで番組をよりドラマチックなものに演出しようとした。この番組演出は番組を過度に商業的、扇情的にするという批判や、番組進行の流れを断ち切ってしまうという批判もあったが、『SUPER STAR K』シリーズの大ヒットにより、『60秒後に公開されます！』自体が同番組と彼自身の代名詞として扱われるようになった[35] [36] [37]。またそれまで注目されることの無かったケーブルテレビ局にスポットライトが当たると同時に、番組中に挿入される中間広告の存在が韓国国内でクローズアップされるようになった。